# Jogabilidade multiplataforma
Em jogos eletrônicos com funcionalidade online, jogabilidade multiplataforma, jogabilidade cruzada ou cross-play descreve a capacidade dos jogadores, usando hardware de videogame diferentes, de jogar uns com os outros simultaneamente. É comumente aplicado à capacidade de jogadores que usam um jogo em um console de videogame específico para jogar com um jogador em uma plataforma de hardware diferente, seja outro console ou um computador. Um conceito relacionado é o salvamento cruzado (cross-save), em que o progresso do jogador em um jogo é armazenado em servidores separados e pode ser continuado no jogo, mas em uma plataforma de hardware diferente.
A jogabilidade multiplataforma está relacionada, mas é diferente da noção de desenvolvimento de multiplataforma, que usa linguagens de software e ferramentas para permitir a implantação de software em várias plataformas. O jogo multiplataforma também é um conceito distinto da capacidade de permitir que um jogador jogue em diferentes plataformas de hardware, muitas vezes tendo apenas que comprar o título para um único sistema para ter acesso a ele em outros sistemas, e mantendo seu progresso no jogo por meio do uso de armazenamento em nuvem ou técnicas semelhantes.
A jogabilidade multiplataforma, embora seja tecnicamente viável com o hardware de computadores atuais, geralmente é impedido por dois fatores. Um fator é a diferença nos esquemas de controle entre computadores pessoais e consoles, com os controles de teclado e mouse tipicamente dando aos jogadores de computador uma vantagem que não pode ser facilmente remediada. O segundo fator se refere aos serviços online usados em consoles que são projetados para fornecer um ambiente seguro e consistente para seus jogadores, que requerem a cooperação das empresas para se abrirem para o jogo multiplataforma. Até setembro de 2018, a Sony Interactive Entertainment havia restringido a jogabilidade multiplataforma do PlayStation 4 com outros consoles, criando uma separação entre jogadores de jogos populares como Rocket League e Fortnite Battle Royale . Em setembro de 2018, a Sony mudou sua postura e abriu os testes beta para o jogo multiplataforma Fortnite . A Sony declarou oficialmente que permitirá a qualquer desenvolvedor oferecer suporte ao jogo multiplataforma em outubro de 2019.

## Contexto
Os jogos eletrônicos são freqüentemente desenvolvidos como produtos de software de multiplataforma, usando bibliotecas de software padrão, motores de jogo e linguagens de script que isolam detalhes específicos da plataforma dos elementos específicos do próprio jogo. Essas ferramentas permitem que os jogos sejam lançados simultaneamente para várias plataformas.
Com a disponibilidade da Internet, os jogos passaram a incluir componentes multiplayer online, permitindo que dois ou mais usuários joguem simultaneamente em diferentes sistemas computacionais. Os jogos lançados para uma plataforma podem aproveitar as vantagens das bibliotecas de rede específicas da plataforma para fazer isso, como a camada Winsock para Microsoft Windows . Esses jogos não poderiam ser jogados em multiplataforma com outras versões lançadas em outros sistemas. Em vez disso, a maioria dos jogos com componentes online e desenvolvidos para plataformas múltiplas, geralmente usam as funções padrão do TCP/IP para comunicação entre os clientes dos jogadores, ou entre um cliente e um servidor de jogo, anulando as diferenças intrínsecas entre as plataformas de hardware.
Existem algumas limitações práticas para a jogabilidade multiplataforma. Em jogos em que o computador ou console do jogador atua como servidor, os recursos de hardware podem limitar o número de jogadores que esse servidor pode hospedar e, assim, impedir a jogabilidade entre as plataformas. O hardware também representa um problema ao considerar o quanto o jogador pode personalizar o jogo em um computador para rodar em uma alta taxa de quadros, enquanto as versões de console são corrigidas para rodar com a experiência ideal na configuração de hardware definida.
A limitação mais comum para o suporte da jogabilidade multiplataforma da posição de um desenvolvedor, é a diferença nos esquemas de controle entre consoles e computadores. Computadores com controles de teclado e mouse são geralmente considerados como tendo uma vantagem significativa em jogos que exigem mira, como jogos de tiro em primeira pessoa, em relação aos controladores analógicos para consoles. Os jogos de console são então desenvolvidos com recursos como auxílio de mira para compensar a falta de precisão. Em 2010, Rahul Sood, presidente da Voodoo PC, afirmou que a Microsoft encerrou o modo multiplataforma entre o Xbox 360 e os jogadores de computador para um próximo jogo, alegando que mesmo jogadores de console habilidosos "eram destruídos todas as vezes" em partidas contra jogadores de computador medíocres, devido à diferença entre o controle e o teclado e mouse e, portanto, seria vista como um constrangimento para o Xbox 360. O Diretor Sênior de Jogos para Computadores e Dispositivos Móveis da Microsoft, Kevin Unangst, rebateu esse ponto, afirmando que os testes internos da Microsoft descobriram que muitos dos problemas relacionados à diferença de esquema de controle podem ser atenuados por meio do game design e do balanceamento de um jogo. A Blizzard Entertainment está buscando implementar a jogabilidade multiplataforma entre as versões do Xbox One e PlayStation 4 de seu jogo Overwatch, mas não incluirá também a plataforma Windows especificamente devido à vantagem que os jogadores de teclado e mouse têm sobre os que jogam com controles, o que afeta muito o desempenho no jogo que tem ritmo acelerado. Cliff Bleszinski acreditava que a jogabilidade multiplataforma para o seu jogo LawBreakers era um "sonho irreal", já que ele antecipou que, ao colocar ferramentas como a mira auxiliar para ajudar os jogadores de console a se igualar a jogadores de computador, os jogadores de computador ficariam chateados com a desvantagem introduzida e a comunidade de jogadores reagiria negativamente a isso.
Oferecer jogabilidade multiplataforma é visto como uma forma de manter grande a comunidade de jogadores de um jogo, mesmo vários meses após o lançamento do jogo.

## Histórico
Geralmente, a jogabilidade multiplataforma entre computadores pessoais de sistemas operacionais diferentes é prontamente habilitada usando protocolos de comunicação padrão e requer apenas que o jogo seja adequadamente portado para esses outros sistemas; a plataforma informática é considerada muito aberta devido a isso. Embora os serviços digitais online que operam no computador tenham se tornado populares desde cerca de 2010, esses sistemas normalmente permanecem abertos, fornecendo ao desenvolvedor ferramentas para aproveitar as vantagens da jogabilidade entre plataformas. Por exemplo, o serviço de jogos online da Valve, Steam, foi inicialmente construído para computadores Windows, mas em 2010 foi expandido para sistemas OS X e em 2013 para Linux (incluindo SteamOS personalizado da Valve). A API Steamworks oferecida aos desenvolvedores por meio do serviço permite que o jogo entre plataformas seja usado nesses diferentes sistemas operacionais, enquanto aproveita os recursos de amigos, comunicação e combinação oferecidos pelo Steam.

### Relacionado aos consoles
Antes de 2006, os consoles normalmente não tinham conexões embutidas com a Internet, geralmente exigindo hardware especial para poder se conectar à Internet. Isso permitiu que alguns jogos fossem implantados como títulos multiplataforma. A exceção notável foi o Sega Dreamcast de 1998, no qual todos os consoles vinham equipados com um modem e podiam jogar com jogadores de PC com jogos como 4x4 Evo, Maximum Pool, Quake 3 Arena e Phantasy Star Online. Em 2002, a Sony introduziu a jogabilidade online entre o PlayStation 2 e computadores para o Final Fantasy 11 .
A introdução de consoles prontos para Internet, como o PlayStation 3 da Sony e o Xbox da Microsoft, trouxeram serviços online que ajudam a gerenciar com segurança as credenciais do jogador, compras na loja digital, listas de amigos, mensagens e outros recursos sociais e matchmaking online para jogos multiplayer. Embora proporcionem benefícios ao jogador, esses serviços online também ajudam a empresa administradora a manter uma experiência consistente e atraente para seus usuários, garantindo que jogos, atualizações e outros conteúdos atendam às restrições de qualidade e conteúdo desejáveis para atrair novos jogadores para esses consoles.
Historicamente, a jogabilidade multiplataforma com consoles tem sido muito limitada como resultado desses serviços, e a capacidade de ter jogos para consoles com jogabilidade multiplataforma é considerada um "Santo Graal" no setor dos videogames.
Um desafio técnico enfrentado pela jogabilidade multiplataforma entre os consoles, é a comunicação de rede entre as plataformas, gerenciando os diferentes protocolos usados por cada serviço. No entanto, as limitações técnicas podem ser superadas, com pelo menos três desenvolvedores declarando que poderiam habilitar a jogabilidade multiplataforma dentro de um dia assim que fossem autorizados a fazê-lo. Um "problema de configuração" permitiu que jogadores de computador, PlayStation 4 e Xbox One jogassem lado a lado no jogo cooperativo online Fortnite em meados de setembro de 2017. Este não era um recurso esperado do jogo, conforme citado pelas especificações atuais do jogo. Embora a Epic Games tenha corrigido a configuração e declarado que isso foi um erro, as breves situações demonstraram que as barreiras técnicas para a jogabilidade multiplataforma podem ser solucionadas. Mais tarde, em março de 2018, a Epic anunciou planos de levar o título spinoff, Fortnite Battle Royale Windows, PlayStation 4, Xbox One e dispositivos móveis, com jogabilidade multiplataforma habilitada entre computador, playStation 4 e dispositivos móveis; e computador, Xbox One, Nintendo Switch e dispositivos móveis.
Uma vez que esses desafios técnicos possam ser superados, o principal fator limitante para o jogo entre plataformas tem sido os termos de serviço e a política de uso aceitável que os desenvolvedores e jogadores devem seguir ao usar os serviços online dos consoles. Shuhei Yoshida da Sony, ao discutir a possibilidade de jogo multiplataforma entre as plataformas PlayStation e Xbox, observou que "o aspecto técnico pode ser o mais fácil" de superar em comparação com as políticas e questões relacionadas aos negócios. Alguns serviços online têm restrições ao conteúdo relacionado à idade, o que evita que certos jogos possam usar a jogabilidade multiplataforma ou desabilitam certos recursos para permitir isso; Dave Hagewood, um desenvolvedor líder do Rocket League, observou que eles tiveram que lançar seu jogo, que suporta a jogabilidade multiplataforma entre as versões do Windows e do PlayStation 4, sem a capacidade dos jogadores de se comunicarem entre os sistemas devido aos regulamentos de conteúdo que a Sony tem em vigor; eles foram capazes de corrigir posteriormente os filtros para permitir essas comunicações sob o serviço da Sony. A Valve teve que abandonar o PlayStation 3 e a jogabilidade multiplataforma do seu Counter-Strike: Global Offensive de 2012, pouco antes do lançamento, já que desejava a capacidade de atualizar o jogo com patchs frequentemente, o que seria limitado pelo processo de certificação da Sony no sistema PlayStation; eles também tentaram trazer o Steamworks para o Xbox 360 para este jogo, mas também acharam as políticas de certificação da Microsoft muito restritivas para atualizações frequentes.
Durante décadas, os fabricantes de consoles trabalharam proativamente para proteger a exclusividade de um jogo em seu sistema de outros competidores de console, para os quais a jogabilidade multiplataforma pode ser visto como uma ameaça. Alguns jornalistas postularam que a jogabilidade entre plataformas foi restringida pelos fabricantes de consoles para garantir que os jogadores permaneçam com sua plataforma para jogos futuros. Kyle Orland, da Ars Technica, disse que se um jogador quiser continuar jogando novos jogos com amigos, a falta de jogabilidade multiplataforma exigirá que ele continue a comprar novos jogos para essa plataforma de console, criando "poderosos efeitos de rede". Alex Perry, da Mic, também notou que a falta da jogabilidade entre plataformas pode levar um jogador a tentar forçar e influenciar seus amigos a usar o mesmo console para que possam jogar juntos, aumentando as vendas para esse fabricante de console.

#### Microsoft
A Microsoft explorou a jogabilidade multiplataforma entre seus consoles Xbox e máquinas Windows que usam seus serviços. A Microsoft desenvolveu a interface Games for Windows - Live em parte para funcionar com os serviços do Xbox Live para que a jogabilidade multiplataforma pudesse ser lançada, com o primeiro título desse tipo lançado sendo Shadowrun (2007). A Microsoft se esforçou ainda mais com os recursos multiplataforma com a introdução do Xbox One e do sistema operacional Windows 10 para computadores pessoais. Anunciado durante a Game Developers Conference de março de 2015, o Windows 10 integra os serviços do Xbox Live diretamente e inclui tecnologia para oferecer suporte ao recurso Cross-Play que permite, entre outros recursos, a capacidade dos usuários de consoles Xbox One e Windows 10 jogarem juntos. A Microsoft anunciou jogos que suportariam jogo multiplataforma, incluindo Gigantic e Fable Legends . As questões relacionadas aos diferentes esquemas de controle continuam sendo um fator limitante; O chefe de publicação da Microsoft, Shannon Loftis, disse que alguns jogos, como jogos de corrida, não se traduzem bem em títulos de jogabilidade multiplataforma devido a diferenças no sistema de controle. Um desses títulos é o Killer Instinct, originalmente lançado para o Xbox One em 2013, e com uma versão do Windows 10 lançada em 2016 que oferece suporte à jogabilidade multiplataforma. Na Electronic Entertainment Expo 2016, a Microsoft anunciou o programa Xbox Play Anywhere para os próximos jogos que permitem aos usuários comprar o título para o Xbox One ou Windows 10 e poder jogá-lo em outra plataforma sem ter que recomprar o título para aquele sistema . Isso também aprimora ainda mais a integração dos serviços do Xbox Live no Windows 10, permitindo que mais títulos sejam compatíveis com a jogabilidade multiplataforma. Os títulos iniciais lançados sob este programa incluem Gears of War 4 e Forza Horizon 3 .
Em março de 2016, a Microsoft anunciou uma nova iniciativa para abrir o Xbox One para a reprodução multiplataforma para usuários do Windows sem o uso dos serviços do Xbox Live. O primeiro jogo sob esta iniciativa foi Rocket League, permitindo que os usuários usando a versão habilitada para Steam jogassem com aqueles no Xbox Live, a partir de maio de 2016, Microsoft estendeu este convite a qualquer outro serviço online, incluindo Steam e o Nintendo Switch, com o vice-presidente da divisão Xbox da Microsoft, Mike Ybarra, afirmando "É mais sobre a escolha do jogador, mais sobre como fazer um IP em nossa plataforma durar mais. Não me importo com onde eles jogam, só quero que as pessoas se divirtam jogando, porque isso é melhor para a indústria. " 
Separadamente, a Microsoft permite a jogabilidade multiplataforma entre o Xbox 360 e o Xbox One para jogos do Xbox 360 que suportam a reprodução online que foram feitos para serem compatíveis com as versões anteriores do Xbox One.

#### Nintendo
Os consoles da Nintendo geralmente não suportam a jogabilidade multiplataforma, pois são considerados uma plataforma "fechada", embora alguns jogos da Nintendo a incluam entre seus próprios consoles, por exemplo Final Fantasy Crystal Chronicles: Echoes of Time no Wii e DS, Dragon Quest X para Wii, Wii U, Windows, Android, iOS e 3DS, Pure Chess no Wii U e 3DS, e Monster Hunter 3 Ultimate e Monster Hunter Generations Ultimate, que apresentam multijogador multiplataforma entre 3DS / Wii U e 3DS / Switch, respectivamente. Super Smash Bros. para Nintendo 3DS e Wii U foi um exemplo particularmente importante de funcionalidade semelhante à jogabilidade multiplataforma entre as versões 3DS e Wii U. Embora a mesma instância de jogo não seja executada explicitamente em conjunto em ambos os sistemas simultaneamente devido às listas de fases diferentes das duas versões, os proprietários da versão 3DS podem usar seu console Nintendo 3DS como um controlador e display auxiliar para partidas na versão Wii U, e os jogadores podem usar o equipamento adquirido e os loadouts salvos de qualquer versão na outra. Mais recentemente, a Nintendo procurou ganhar o bons olhos de desenvolvedores independentes e, como parte disso, permitiu que alguns títulos incluíssem suporte à jogabilidade multiplataforma, sendo os primeiros Pure Chess e Knytt Underground em 2013, que suportam a jogabilidade multiplataforma entre os Wii U, Nintendo 3DS e sistemas móveis.
Com o console Nintendo Switch lançado em março de 2017, a Nintendo adotou uma rota mais aberta para desenvolvedores que usam conjuntos de ferramentas e motores de jogo existentes, tornando mais fácil para eles oferecer suporte à jogabilidade multiplataforma. Durante a Electronic Entertainment Expo 2017 em junho daquele ano, a Nintendo anunciou que iria suportar a jogabilidade multiplataforma entre as versões para PC e Xbox One de Rocket League e Minecraft on the Switch. De acordo com o diretor de comunicações corporativas da Nintendo of America, Charlie Scibetta, a empresa está "tentando ser mais flexível e atrair mais pessoas", permitindo a jogabilidade multiplataforma, particularmente nos casos em que o desenvolvedor deseja prosseguir com ela.

#### Sony
Em abril de 2011, a Valve trabalhou com a Sony para criar uma versão do Steam para operar no PlayStation 3 que permitisse a jogabilidade multiplataforma para seus jogos, incluindo Portal 2, com usuários de computador. Com a introdução do PlayStation 4, a Sony forneceu recursos que permitiam a jogabilidade multiplataforma entre ele, o PlayStation 3 e o PlayStation Vita, sendo o primeiro título compatível com Helldivers . Em 2013, o MMORPG Final Fantasy XIV A Realm Reborn, baseado em assinatura paga, foi lançado para PlayStation 3, PC, MAC, Steam. Com todos os jogadores podendo jogar juntos em qualquer servidor da plataforma de sua escolha. Posteriormente, o PlayStation 4 também adotou este formato para FFXIV ARR, o que levou a mais de 16 milhões de downloads, 3 expansões e uma base de jogadores ativos que ultrapassou o MMORPG de assinatura apenas para PC, World of Warcraft, em jogadores ativos com o lançamento da terceira expansão do FFXIV ARR para PC E PS4 "Shadowbringers" em 2 de julho de 2019. Esse sucesso de longo prazo mostrou o verdadeiro poder dos jogos com jogabilidade multiplataforma para a Sony.
Enquanto a Sony continuou a oferecer a jogabilidade multiplataforma entre o PlayStation 4 e computadores, a empresa inicialmente relutou em permitir a jogabilidade multiplataforma com outros consoles para os primeiros cinco anos de disponibilidade do PS4. Seguindo o plano da Microsoft para Rocket League, a empresa convidou outras redes online para participar também. A Sony respondeu dizendo que está aberta a discussões para jogos multiplataforma à luz deste convite. Yoshida observou que, embora conectar as redes do PlayStation ao computador seja simples, dada a abertura da plataforma do computador, a conexão com a plataforma do Xbox exige que eles pensem sobre a natureza de conectar dois sistemas fechados. Yoshida considerou que o principal desafio seria relacionado a políticas e negócios, e não a qualquer desafio técnico, mas está aberto a trabalhar na jogabilidade multiplataforma individualmente por jogo. Pelo menos três desenvolvedoras, Psyonix (Rocket League), CD Projekt (Gwent: The Witcher Card Game) e Studio Wildcard (Ark: Survival Evolved) afirmaram ter feito todos os requisitos técnicos para permitir a jogabilidade multiplataforma entre o Xbox One e PlayStation 4, e seria capaz de ativá-la em poucas horas após receber a autorização formal da Sony. Todd Howard, da Bethesda Game Studios, disse que, embora eles quisessem ter uma jogabilidade multiplataforma para seu próximo título online, Fallout 76, eles não podem oferecê-la pois "a Sony não é tão solícita quanto todos gostariam". Além disso, a Bethesda afirmou que planeja lançar o jogo de cartas The Elder Scrolls: Legends para consoles que suportam totalmente a jogabilidade multiplataforma com computadores e dispositivos móveis.
Outras preocupações sobre a relutância da Sony em participar com outros consoles surgiram após os anúncios da E3 2017 sobre a jogabilidade multiplataforma com Rocket League e Minecraft . O chefe de marketing global do PlayStation, Jim Ryan, disse que, embora estejam "abertos a conversas com qualquer desenvolvedora ou publisher que queira falar sobre isso", a decisão de não participar desses jogos foi "uma discussão comercial entre nós e outras partes interessadas". Ryan citou que a Sony precisava "estar ciente de nossa responsabilidade com nossa base instalada", considerar o número de jogadores mais jovens usando seus serviços e a incapacidade de controlar o conteúdo que pode vir de outras plataformas que não tenham restrições de conteúdo.  A Microsoft disse que está em discussões com a Sony para ajudar a trazê-los para a compatibilidade entre plataformas, embora discorde das preocupações da Sony com a segurança, já que a Microsoft diz que tomou medidas semelhantes às da Sony para garantir que recursos como fortes controles parentai estivessem presentes em seu serviço da Xbox Live. Phil Spenser, da Microsoft, disse em uma entrevista em outubro de 2017 que a Microsoft e a Sony têm conversado com frequência para permitir a jogabilidade multiplataforma, mas a Sony permanece muito cautelosa; ele não considerou isso uma "causa perdida", mas declarou a Sony: "Acho que sobre algumas das razões fundamentais e certos cenários, elas não irão embora".
Com o lançamento de Fortnite Battle Royale no Nintendo Switch durante a E3 2018 em junho, a abordagem da Sony para a jogabilidade multiplataforma atraiu mais críticas. O jogo suporta a jogabilidade multiplataforma em computador pessoal, Xbox One e dispositivos móveis, com os jogadores normalmente capazes de usar uma única conta da Epic Games, que pode estar vinculada a uma conta específica da plataforma, para transportar o progresso e as compras entre qualquer um essas plataformas; a versão Nintendo Switch também funciona da mesma maneira. No entanto, os jogadores descobriram que se sua conta da Epic Games estivesse vinculada a uma conta da PlayStation Network, eles não poderiam usar esse perfil no Switch ou em outras versões do jogo, exigindo que criassem uma nova conta da Epic ou desvinculassem sua conta da PlayStation Network de sua conta Epic, que reinicia completamente o progresso do jogador. A versão do PlayStation 4 também permaneceu limitada em apenas permitir que seus jogadores joguem em modo multiplataforma com computadores pessoais e dispositivos móveis, e não nas versões Switch ou Xbox One. A Nintendo afirmou que esta foi uma decisão da Sony, pois de outra forma gostariam de estar abertos a todas as formas de jogabilidade multiplataforma. Muitos jogadores e até jornalistas de videogame acusaram a Sony de forçar as restrições para impedir que jogadores de PlayStation 4 joguem em outras plataformas. A Sony afirmou em resposta que ainda está aberta ao que os jogadores desejam e que "Com... mais de 80 milhões de usuários ativos por mês na PlayStation Network, construímos uma enorme comunidade de jogadores que podem jogar juntos no Fortnite e todos os títulos online". Os jornalistas interpretaram a reação da Sony como uma mensagem da Sony de que fornecer jogo multiplataforma em outros consoles seria uma ameaça ao domínio do mercado do PlayStation 4, que, na época, tinha o maior número de usuários em comparação com o Xbox One ou o Nintendo Switch. John Smedley, ex-presidente da Sony Online Entertainment (agora Daybreak Game Company ), afirmou que durante seu tempo com a Sony, o motivo que os executivos deram a ele para rejeitar o suporte à jogabilidade multiplataforma foi simplesmente um motivo financeiro, alegando: "Eles não gostaram da ideia de alguém comprando algo em um Xbox e sendo usado em um Playstation". As ações da Sony caíram aproximadamente 2% nos dias após este evento, principalmente devido à indignação da grande base de jogadores Fortnite .
No final de junho de 2018, Shawn Layden da Sony disse ao Eurogamer que a empresa está avaliando sua posição sobre a jogabilidade multiplataforma após os problemas do Fortnite. Layden disse: "Estamos ouvindo. Estamos analisando muitas possibilidades. Você pode imaginar que as circunstâncias em torno disso afetam muito mais do que apenas um jogo. Estou confiante de que chegaremos a uma solução que será entendida e aceita por nossa comunidade de jogadores, ao mesmo tempo em que apoiaremos nossos negócios."  Yoshida reiterou que a decisão de não permitir a jogabilidade multiplataforma é manter a qualidade da experiência do usuário do PlayStation, afirmando "Em plataformas cruzadas, nossa maneira de pensar é sempre que o PlayStation é o melhor lugar para jogar. Acredito que Fortnite, em parceria com o PlayStation 4, é a melhor experiência para os usuários, isso é o que acreditamos. "
Poucos meses depois, em 26 de setembro de 2018, a Sony anunciou que permitiria a jogabilidade multiplataforma no PlayStation 4 "para conteúdo selecionado de terceiros", começando com Fortnite naquele dia. A Sony afirmou que a decisão de permitir a jogabilidade multiplataforma foi "uma grande mudança de política" e que seu objetivo "continua a ser uma postura mais aberta com o suporte multiplataforma que está alinhado com nossa missão de oferecer a melhor experiência ao consumidor". Layden, falando em um podcast após o anúncio dessa mudança, sabia que a jogabilidade multiplataforma era uma alta demanda dos jogadores do PlayStation 4, mas descreveu-a como um "tipo de atributo ou recurso muito multidimensional" que exigia que a Sony veja como implementar isso do ponto de vista técnico, comercial e de atendimento ao cliente. Layden afirmou que demorou mais tempo para chegar a esse ponto do que ele gostaria para clarear esses requisitos. Com seu sucesso em obter suporte de jogabilidade multiplataforma em todas as sete plataformas principais (Windows, macOS, iOS, Android, PlayStation, Xbox e Nintendo Switch), a Epic ofereceu suas ferramentas de suporte de desenvolvimento multiplataforma gratuitamente. Rocket League logo em seguiu, com uma opção de jogabilidade multiplataforma beta adicionada a todas as versões em janeiro de 2019. Dauntless foi lançado em um formato de acesso antecipado em maio de 2019 para PlayStation 4 e Xbox One, juntando-se à versão existente do Windows, e é o primeiro jogo a ser lançado com suporte para jogabilidade multiplataforma em Windows, Xbox One e PlayStation 4.
De acordo com o CEO da Sony Interactive Entertainment, Jim Ryan, em entrevista à Wired, a Sony saiu de seu estágio beta para jogabilidade multiplataforma e abriu para qualquer desenvolvedor que possa oferecer suporte a partir de outubro de 2019.

#### De 2020 em diante
Em maio de 2020, a Epic Games lançou um SDK gratuito, o Epic Online Services, que permite aos desenvolvedores aproveitarem seu trabalho anterior em jogos multiplataforma para oferecer suporte a matchmaking, lista de amigos, conquistas e outros recursos em seus jogos, com suporte a computadores pessoais, PlayStation 4, Xbox One, Nintendo Switch, sistemas iOS e Android.

### Relacionado a dispositivos móveis
Em geral, os jogos em dispositivos móveis, embora usem os sistemas operacionais iOS, Android ou Windows Mobile, não têm suporte para jogabilidade multiplataforma. Os jogos para celular são desenvolvidos com o reconhecimento das limitações de velocidade de conexão das redes de celular e, portanto, a maioria dos jogos multiplayer costumam ser jogos de estratégia por turnos, em vez de jogos de ação em tempo real. Muitos jogos multiplayer para dispositivos móveis são assíncronos, em que os jogadores completam individualmente turnos ou ações, essas ações são enviadas para os serviços centrais e enviadas para os outros jogadores que podem ser afetados por essas ações.
Existem jogos para celular que apresentam jogabilidade multiplataforma síncrona, normalmente usando serviços centralizados para normalizar as escolhas de plataforma. Um exemplo comum é Hearthstone, que permite que jogadores móveis desafiem jogadores em qualquer outra plataforma em que o jogo foi lançado, incluindo computadores. A Microsoft lançou Realms em servidores em junho de 2016 para permitir que jogadores de Minecraft em dispositivos Windows, iOS e Android joguem juntos, com o Xbox One definido para ser incluído em 2017 e, eventualmente, suporte para hardware de realidade virtual . ' edição "Bedrock" do Minecraft unifica o jogo nas versões do Windows 10, móvel, Xbox One e Nintendo Switch, com a jogabilidade multiplataforma para o PlayStation 4 adicionada em dezembro de 2019, enquanto as versões móveis Fortnite Battle Royale foram desenvolvidas com jogabilidade multiplataforma com computadores e consoles.
O SDK do Epic Online Services, mencionado anteriormente, permite que os desenvolvedores integrem facilmente a jogabilidade entre plataformas em clientes móveis usando a tecnologia de back-end estabelecida da Epic.

### Outros hardwares
A CCP Games anunciou que planeja permitir a jogabilidade multiplataforma para seu título de realidade virtual (VR), Eve: Valkyrie, entre os três principais sistemas de VR: o Oculus Rift, o HTC Vive e PlayStation VR .